# 约翰·阿德尔伯特·帕克赫斯特

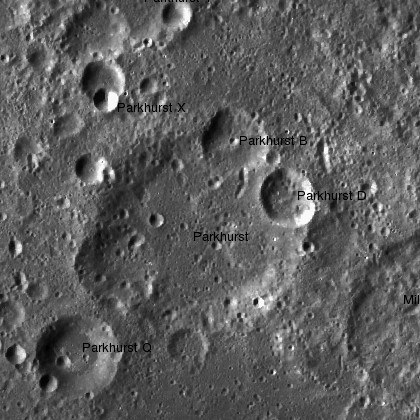
帕克赫斯特环形山

约翰·阿德尔伯特·帕克赫斯特（John Adelbert Parkhurst，1961年9月24日—1925年3月1日），是一名美国天文学家。
他出生于伊利诺伊州迪克森，于伊利諾伊州惠頓學院就读。1886年在特雷霍特羅斯-豪曼理工學院完成理學士学位。毕业后的两年他在此學院教授数学。1888年和安娜·格林乐夫结婚。
后来回到伊利諾伊州馬倫戈，帕克赫斯在那里保留了一個小型的私人天文台，主要用於變星觀測。葉凱士天文台建于1897年，1898年加入天文台成为志願者研究助理。1900年被任命為助理。他在天文台工作25年，後來成為芝加哥大學實用天文學副教授。
他擅长于測光。他曾參加三次遠征考察，但最后一次考察（1925年）只看到了明顯視線條件。他一生共發表了約100篇關於天文學的論文。1905年被選為英國皇家天文學會研究員。1925年2月27日，他出現了顱內出血，幾天后在威斯康辛州威廉斯灣的家中死亡。留下了他的妻子。
月球上的帕克赫斯特环形山以他的名字命名。